# Casa Penina
La Casa Penina és un edifici del municipi de Cardedeu (Vallès Oriental) que forma part de l'Inventari del Patrimoni Arquitectònic de Catalunya.

## Descripció
És una construcció civil edificada sobre un solar de 1.500 metres, situada en un lloc suburbà poc habitat; el terrenyés en forma de triangle rectangular escalés. Les parets estan fetes amb rajols, tenen columnes buides d'acer. La coberta plana obre lloc a un espai buit cobert amb un doble pla de lloses de ceràmica incrementant l'inclinació normal de la coberta catalana. Les parets de la casa es tanquen formant uns triangles i totes són paral·leles a l' hipotenusa o bé al costat més petit. L'aspecte exterior de la casa és de grans línies d'obra de rajol ampliat, amb una fila de finestres a l'altura del sostre. La mateixa casa defineix el límit efectiu de la propietat. L'inferior té dos grans àrees d'habitatge i jardí: una pels infants i l'altre pels grans pels grans i amb intimitat per ambdues.

## Història
Construïda l'any 1969 per a un industrial, la seva dona i tres fills, en unes condicions absurdes i irracionals. El terreny, la parcel·lació, les ordenances fossilitzades, l'edificació és totalment racional, en lògica de les necessitats del seus ocupants A la seva memòria, els arquitectes diuen: "ES LA SOLUCION MÁS BELLA QUE SE NOS OCURRIÓ".